# Вищедубечанський район
Вищедубечанський район (1923—1930 — Жукинський район) — адміністративно-територіальна одиниця, утворена в 1923 році. Районний центр — села Жукин (1923-30), Вища Дубечня (1930-62).

## Історія
Район було утворено як Жукинський 7 березня 1923 року.
На 1925 рік мав площу 679,5 тис. км², населення становило 30 554 особи. 1926 року населення становило 31 107 осіб.
1926 року до складу району входило 50 населених пунктів — 15 сіл та 2 хутори, решта — це були лісові сторожки.
1923—1930 — у складі Київского округу. 1932 року увійшов до складу новоутвореної Київської області.
Станом на 1 вересня 1946 року в районі було 22 населених пункти, які підпорядковувались 18 сільським радам. З них 18 сіл і 4 хутори.
До складу району з 1923 року входили такі сільради: Боденьківська, Вищедубечанська, Воропаївська, Жукинська, Завалівська, Лебедівська, Літочківська, Нижчедубечанська, Новосілківська на Десні, Новосілківська на Дніпрі, Осещинська, Ошитківська, Сваромська, Старосільська, Сувидська, Тарасовицька, Хотянівська та Чернинська.
Район ліквідований 30 грудня 1962 року, а майже усі його населені пункти відійшли до Києво-Святошинського району (а нині у складі Вишгородського), окрім Літочківської сільської ради , що відійшла до Броварського району.